# Stavkî, Horol
Stavkî (în ucraineană Ставки) este un sat în comuna Ștompelivka din raionul Horol, regiunea Poltava, Ucraina.

## Demografie
Componența lingvistică a localității Stavkî
     Ucraineană (100%)
Conform recensământului din 2001, toată populația localității Stavkî era vorbitoare de ucraineană (100%).